# Téné Birahima Ouattara
Pour les articles homonymes, voir Ouattara.
Téné Birahima Ouattara,  né vers 1955, est un homme politique ivoirien. Frère cadet du président Alassane Ouattara, il est trésorier du Rassemblement des républicains (RDR), élu de la région de Tchologo, ancien ministre des Affaires présidentielles et actuel ministre de la Défense dans le gouvernement du Premier ministre Robert Beugré Mambé.

## Situation personnelle
Téné Birahima Ouattara est le frère cadet d’Alassane Ouattara, élu président de la république de Côte d'Ivoire en 2010. Il est surnommé « photocopie » en raison de sa ressemblance physique avec celui-ci.
Il a également un autre frère aîné, Gaoussou Ouattara, cadre du PDCI puis fondateur du RDR, et maire de Kong de 1995 à 2013, et une sœur, Aissiata Ouattara, devenue maire de Gbéléban, le village de leur mère situé dans le Nord-Ouest.
Tous sont des descendants de l'empereur Sékou Oumar Ouattara (1665-1745), premier roi de la dynastie des Ouattara de l'empire Kong, à cheval sur les actuels Mali, Ghana, Burkina Faso et Côte d'Ivoire,, et détruit par Samory Touré en 1897.

## Carrière professionnelle
Diplômé d’une maîtrise en économie privée à l’université d’Abidjan, Il commence sa carrière dans le secteur privé à la Société générale de Banques en Côte d’Ivoire où il exerce entre 1982 et 1992 au poste de directeur des exploitations. Il est ensuite nommé secrétaire général de la Banque atlantique Côte d’Ivoire entre 1992 et 1999. En 2000, il devient directeur général de la société S.N.G jusqu’en 2003. Il occupe ensuite le poste d’administrateur directeur général de l’Institut international pour l’Afrique (IIA) jusqu’en 2011 où il décide de s’engager auprès du président de la république de Côte d’Ivoire.

## Parcours politique
En 1994, il participe à la fondation du Rassemblement des républicains, dont il devient le trésorier. Il est député de Kong à partir de 2011, maire de cette commune de 2013 à 2018 et président du conseil régional du Tchologo depuis 2018. Nommé ministre des Affaires présidentielles en mars 2012, il est chargé de la trésorerie de la présidence de la république. Il contribue à la baisse des coûts de fonctionnement du bureau du président de la République d’environ 500 millions de F CFA.
Il est aussi chargé des services rattachés à la présidence, comme le cabinet de la Première dame, Dominique Ouattara, et surtout du domaine réservé du chef de l’État : les services de renseignements et les questions sécuritaires. Il siège au Conseil national de sécurité (CNS).
En février 2019, il prend la tête de l’Unité de lutte contre le grand banditisme en tant que Commandant en chef. Le 8 mars 2021, le président Ouattara le nomme à titre intérimaire pour remplacer Hamed Bakayoko, atteint d’un cancer en phase terminale, comme ministre de la Défense. Il cumule cette fonction avec celle de ministre des Affaires présidentielles,. Il est ensuite reconduit dans ses fonctions de ministre de la Défense dans le gouvernement Achi, formé le 6 avril 2021. Il est reconduit à la même fonction le 20 avril 2022 après un remaniement. Téné Birahima Ouattara est réélu président du conseil régional du Tchologo lors de l'élection régionale qui se tient en septembre 2023.